# Охотник на монстров
«Охотник на монстров» (англ. Monster Hunter) — американский художественный фильм в жанре фэнтезийного боевика и триллера режиссёра Пола Андерсона, поставленный по его собственному сценарию. Сюжет фильма основан на серии игр Monster Hunter компании Capcom. Фильм продюсировался компаниями Capcom, Impact Pictures и Constantin Film. Главные роли в фильме исполнили Милла Йовович, Тони Джаа, T.I., Рон Перлман и Диего Бонета. Выход фильма в США состоялся 18 декабря 2020 года.

## Сюжет
В «Новом Свете», где люди сосуществуют с большим разнообразием крупных и свирепых монстров, Охотник, воин, обученный охотиться и убивать этих могущественных существ, отделяется от своей команды, когда их корабль в песках подвергается нападению.
В реальном мире капитан армии США Натали Артемида с отрядом ищет группу пропавших солдат в пустыне. Внезапный шторм втягивает их в портал в Новый Свет, где они находят останки пропавших солдат и их транспортные средства. Когда к ним приближается Диабло, рогатое подземное чудовище, охотник, наблюдающий за группой, подает предупредительный сигнал. Диабло, непроницаемый для пуль и гранат, нападает и убивает нескольких членов отряда.
Выжившие прячутся в пещере, где на них нападает стая паукообразных Нерсцилл. Все убиты, кроме Артемиды, которая натыкается на Охотника. Они недолго сражаются, прежде чем неохотно соглашаются сотрудничать. Артемида узнает, что порталы созданы Небесной башней, строением, расположенным по другую сторону пустыни. Охотник показывает, что, чтобы добраться до башни, им нужно будет убить Диабло. Артемида учится сражаться с помощью уникального холодного оружия Охотника и помогает ему установить ловушку для Диабло, чтобы убить его ядом Нерскиллы. Атака проходит успешно, Артемида убивает монстра, но Охотник тяжело ранен. Артемида на самодельной волокуше тащит его через пустыню.
Пара достигает оазиса, населенного травоядными черепахоподобными существами, называемыми Апцерос. Охотник объясняет, что и его семья, и пропавшие солдаты на самом деле были убиты Раталосом, огнедышащим чудовищем, похожим на дракона. Когда Раталос пролетает мимо и заставляет Апцероса бежать, Артемиду и Охотника спасает группа охотников во главе с их вождем, Адмиралом. Адмирал объясняет, что Небесная башня была построена первой цивилизацией, населявшей Новый Свет, используя монстров для её защиты. Артемида соглашается помочь убить Раталоса, чтобы вернуться домой.
В завязавшейся битве Артемида проваливается через портал, возвращаясь в реальный мир. Портал не закрывается вовремя, и Раталос появляется и начинает сеять хаос. Артемида задерживает его достаточно долго, чтобы Охотник проскользнул в портал и нанес смертельный удар.
Хотя у неё есть шанс остаться, Артемида решает вернуться в Новый Свет и остаться с охотниками. Адмирал подходит к ней с информацией, касающейся появления ещё одного монстра, чёрного Старшего Дракона по имени Гор Магала. Он отмечает, что пока портал остается открытым, всегда будет существовать угроза того, что монстры пройдут в реальный мир. Артемиде и Охотнику поручено найти способ запечатать портал навсегда.
В сцене после титров компаньон Адмирала прибывает, чтобы помочь бороться с Гор Магала.

## В ролях
- Милла Йовович — Артемида, член военного подразделения ООН
- Тони Джаа — Охотник, один из многоопытных воинов, сражающихся с огромными чудовищами
- T.I. — Линк
- Рон Перлман — Адмирал
- Диего Бонета — Маршал
- Миган Гуд — Даш
- Джош Хэлман — Стилер
- Джин О-Юн — Экс
- Николас Расенти — сержант Рорк

## Создание
В 2012 году сообщалось о том, что Пол Андерсон может режиссировать экранизацию медиафраншизы Monster Hunter. В ходе Tokyo Game Show, проходившего в сентябре 2016 года, продюсер компании Capcom Риозо Цюдзимото заявил в Голливуде идёт проработка фильма-боевика «Охотник на монстров». В ноябре 2016 года издание Deadline сообщило о том, что Андерсон и продюсер Джереми Болт, которые помогли воплотить игру Capcom Resident Evil в серию фильмов, получили права от Capcom на разработку Monster Hunter после пяти лет обсуждений. Ожидается, что по Monster Hunter будет создана серия из двух фильмов. Андерсон сказал, что он был привлечён к правам на Monster Hunter не только из-за популярности этой серии, но и из-за «невероятно красивого, захватывающего мира, который был создан разработчиками игр». Андерсон уже написал сценарий, в котором предполагалось, что американца затащило в параллельную вселенную, в которой расположен сеттинг Monster Hunter. Там он учится тому, как сражаться с чудовищами, а затем сталкивается с ситуацией, когда чудовища переходят в реальный мир и начинают нападать, а заключительная битва должна была происходить в международном аэропорте Лос-Анджелес. Компания Constantin Film подтвердила, что она будет продюсировать фильм с прицелом начала производства в конце 2017 или начале 2018 года.
Во время Каннского кинофестиваля 2018 года компания Constantin Film подтвердила, что начнёт производство фильма в сентябре 2018 года в Кейптауне и его округе, а также в Южно-африканской Республике с приблизительным бюджетом в 60 млн $. В актёрский состав фильма была включена Милла Йовович. Студия спецэффектов «Mr. X», которая также работала над киносерией «Обитель зла», была также вовлечена в производство. Компания Constantin Film работала с несколькими международными распространителями по поводу прав на выпуск и одновременно будет финансировать производство фильма. 25 сентября 2018 года рэпер T.I. и Рон Перлман были включены в актёрский состав фильма с бюджетом в 60 млн $, в котором T.I. должен играть Линка, снайпера, а Перлман должен играть Адмирала, предводителя команды Охотника с установленным началом съёмок в октябре 2018 года в ЮАР. Тони Джаа также был принят в актёрский состав фильма для того, чтобы сыграть главную мужскую роль, персонажа, которого зовут Охотник. В октябре 2018 года Диего Бонета присоединился к актёрскому составу фильма для того, чтобы сыграть специалиста по коммуникациям.
Съёмочный период фильма начался 5 октября 2018 года в Кейптауне (ЮАР).

## Выход
Первоначально фильм должен был выйти в прокат 4 сентября 2020 года, но был отложен до 23 апреля 2021 года из-за пандемии COVID-19. На Comic Con Russia 2020 который проходил в рамках «Игромира» 2020 был представлен новый тизер фильма. В трейлере показали, что возможно картина выйдет до конца года. Фильм был снят с проката в Китае 5 декабря через день после премьеры из-за расистской шутки, в фильме говорится «Look at my knees! What kind of knees are these? Chi-knees!», что переводится, как «Посмотрите на мои коленки! Что это за коленки? Китайские!».

## Отзывы
Фильм получил различные отзывы. Консенсус критиков на сайте Rotten Tomatoes гласит, что «„Охотник на монстров“ — это в основном безумный экшен, тонко связанный с диалогом и сюжетом, именно то, что многие зрители будут искать».